# Strobilanthes oliganthus
Strobilanthes oliganthus är en akantusväxtart som beskrevs av Friedrich Anton Wilhelm Miquel. Strobilanthes oliganthus ingår i släktet Strobilanthes och familjen akantusväxter. Inga underarter finns listade i Catalogue of Life.